# Neumühl (Uebigau-Wahrenbrück)

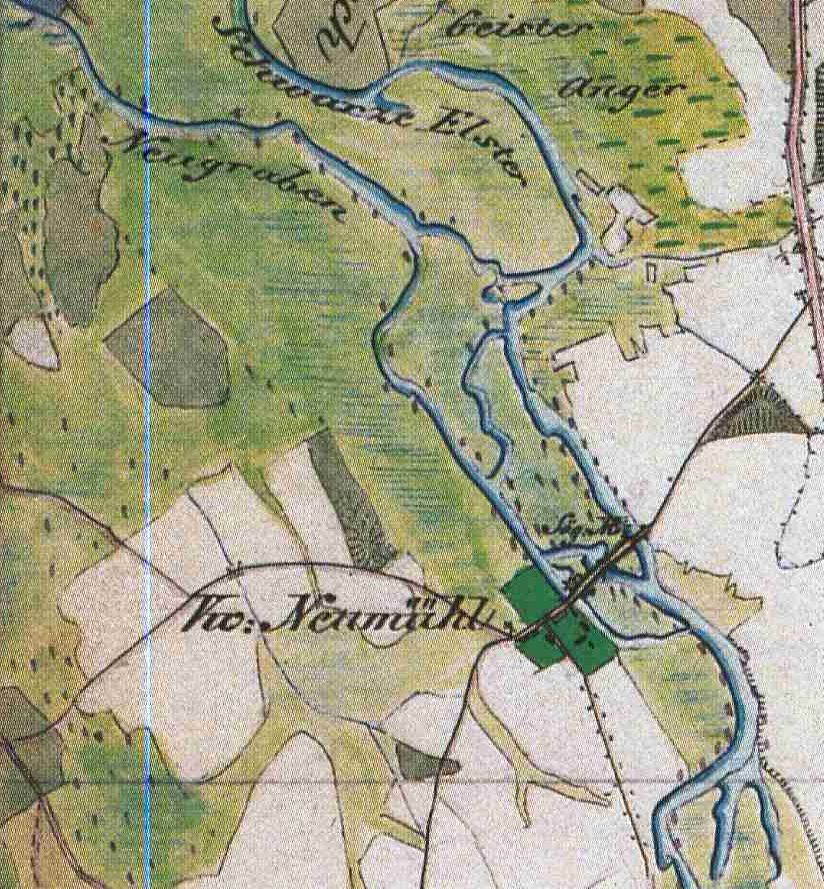
Das Vorwerk Neumühl auf einem Urmesstischblatt von 1847

Neumühl ist eine zur Stadt Uebigau-Wahrenbrück gehörende Siedlung im südbrandenburgischen Landkreis Elbe-Elster. Sie befindet sich an der Kreisstraße 6216 etwa zwei Kilometer nordwestlich von Wahrenbrück im Naturpark Niederlausitzer Heidelandschaft.
Der an der Schwarzen Elster und am Neugraben gelegene Ort gilt als ältester Mühlenstandort des Landkreises.

## Geschichte

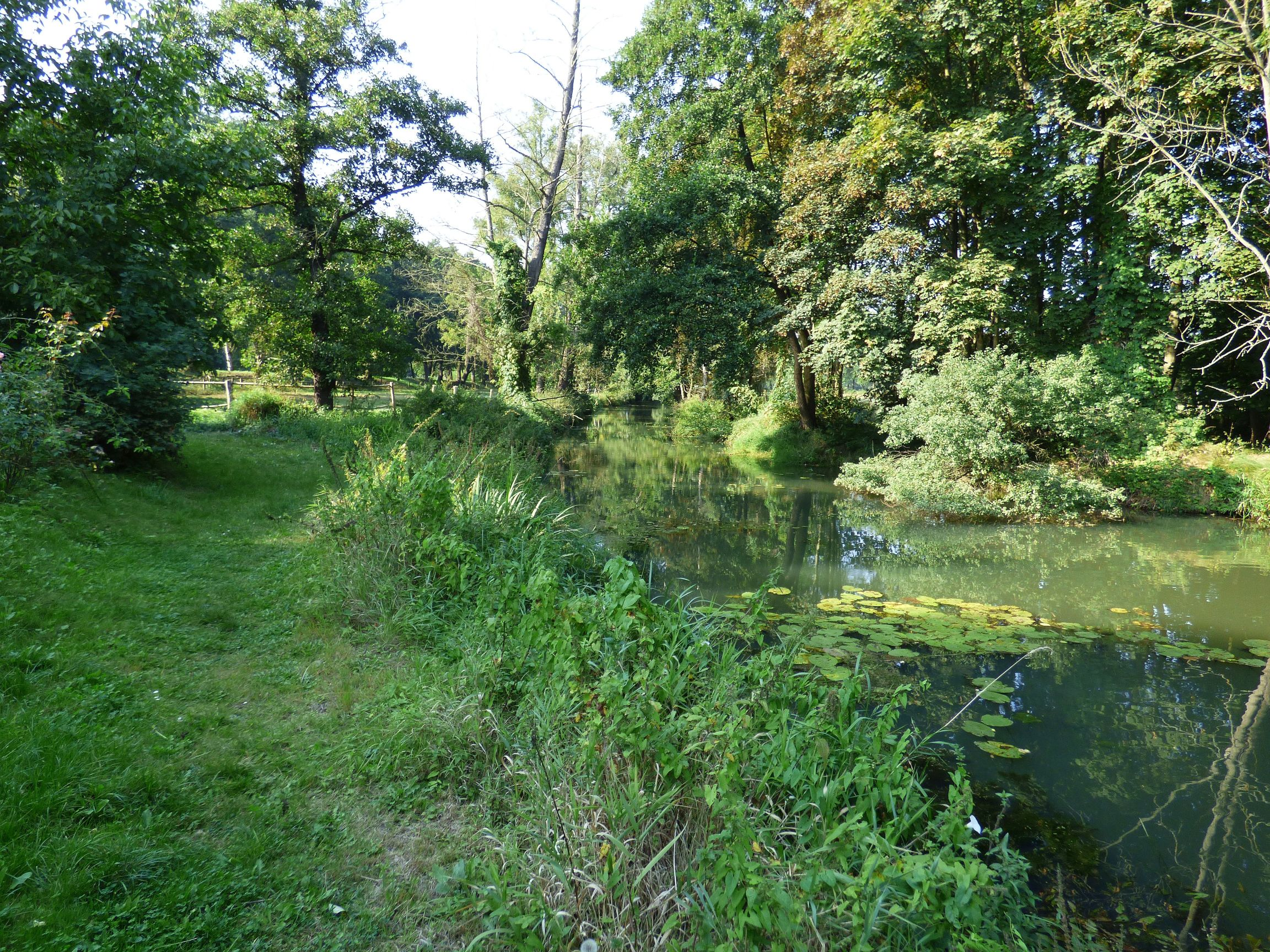
Mühlgraben

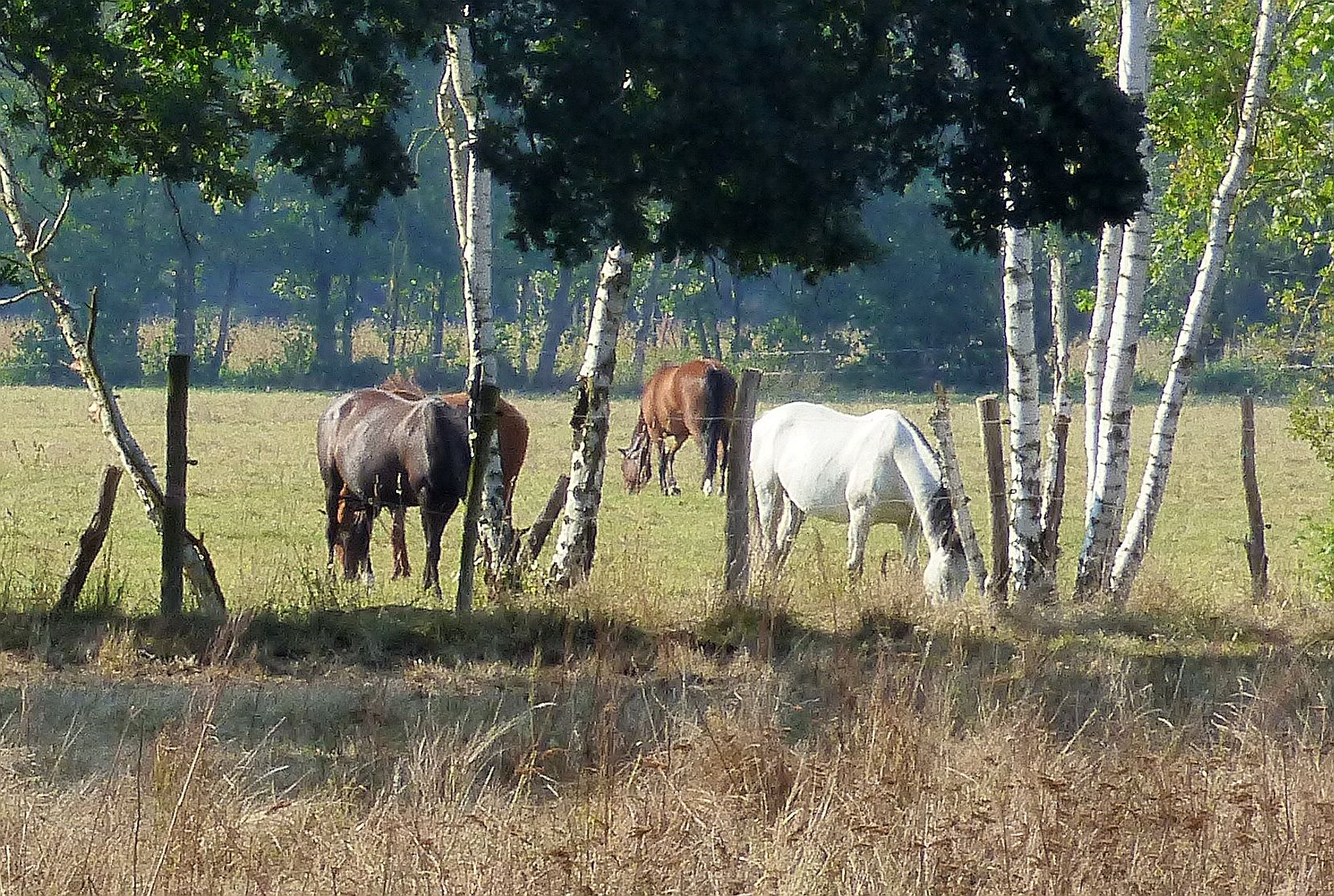
Pferde des Gestüts

Urkundlich erstmals erwähnt wurde Neumühl im Jahre 1248. Zu jener Zeit verkaufte der Markgraf von Meißen Heinrich der Erlauchte die neue Mühle bei Wahrenbrück an das Kloster Dobrilugk. Im Jahre 1276 wurde sie an Alexander von Beiersdorf veräußert, wobei sich das Kloster gewisse Privilegien und Rechte vorbehielt, welche noch 1434 von Kaiser Sigmund bestätigt wurden. Auch im Jahre 1398 erschien Neumühl in einer Lehnsurkunde, in der die Ileburger Vasallen Hansen und sein Vetter Heinrich von Weltewitz mit den neuen Mühlen (Neumühl), Zinsdorf sowie den in diesem Gebiet gelegenen Wüstungen Redern und Grabo belehnt werden. Der Ort unterstand später der Herrschaft Lönnewitz und nachdem diese Herrschaft im Jahre 1712 durch Dam vom Weltewitz geteilt wurde, der Herrschaft Neu-Lönnewitz. Die Herrschaft hatte die Patrimonialgerichtsbarkeit über seine Besitzungen.
Das Adelsgeschlecht von Weltewitz besaß die Herrschaft bis 1770. Nach den Bestimmungen des Wiener Kongresses im Jahre 1815 gelangte Neumühl vom Königreich Sachsen zum Regierungsbezirk Merseburg der preußischen Provinz Sachsen. Schon bald kam das Gut Neu-Lönnewitz mit seinen Besitzungen in bürgerlichem Besitz. Ab 1834 ist ein Ludwig Ferdinand Kretzschmar als Besitzer nachweisbar. Ein Jahr später zählte das Vorwerk Neumühl 4 Wohnhäuser mit 10 Einwohnern. An Vieh wurden 4 Pferde, 13 Stück Rindvieh, 330 Schafe und 8 Schweine gezählt. Die Patrimonialgerichtsbarkeit wurde in Preußen im Jahre 1849 abgeschafft. Fragmente des einstigen Gutsarchivs mit seinen Gerichtsakten befinden sich in der Außenstelle Wernigerode des Landesarchivs Sachsen-Anhalt. Laut einer Volkszählung aus dem Jahre 1871 gab es hier zu jener Zeit zwei Gutsbezirke; das Freigut Neumühl mit 6 Einwohnern sowie das Vorwerk Neumühl mit 12 Einwohnern.
Nach dem Zweiten Weltkrieg begann im Herbst 1945 im Kreis Bad Liebenwerda die Bodenreform. Dabei erfolgte gemäß der Bodenreformverordnung (BRVO) die Enteignung und Aufteilung von privatem und staatlichem Großgrundbesitz über 100 Hektar mit allen Gebäuden, lebendem und totem Inventar sowie anderem landwirtschaftlichen Vermögen. Bis zum 1. März des folgenden Jahres waren im Kreis insgesamt 9580 Hektar enteignet und verteilt. Die Flächen kamen meist an Zuteilungsberechtigte, wie Landarbeiter, landlose Bauern, Kleinpächter, Umsiedler und landarme Bauern.
Das Vorwerk Neumühl mit seinen 134 Hektar Land wurde in diesem Zuge nicht aufgeteilt. Es wurde zum sogenannten Mustergut, das später dem Volkseigenen Gut in Kölsa angegliedert wurde. Neumühl kam schließlich als Ortsteil zur benachbarten Gemeinde Beutersitz, die am 27. September 1998 in die Stadt Wahrenbrück eingemeindet wurde. Drei Jahre später schloss sich Wahrenbrück mit der Stadt Uebigau und den Gemeinden Bahnsdorf, Drasdo und Wiederau zur neuen Stadt Uebigau-Wahrenbrück zusammen.
Aus dem ehemaligen Vorwerk wurde nach der Wende in Folge der Privatisierung ein etwa 200 Hektar umfassendes Gestüt.

### Von der Mahlmühle zum Wasserkraftwerk

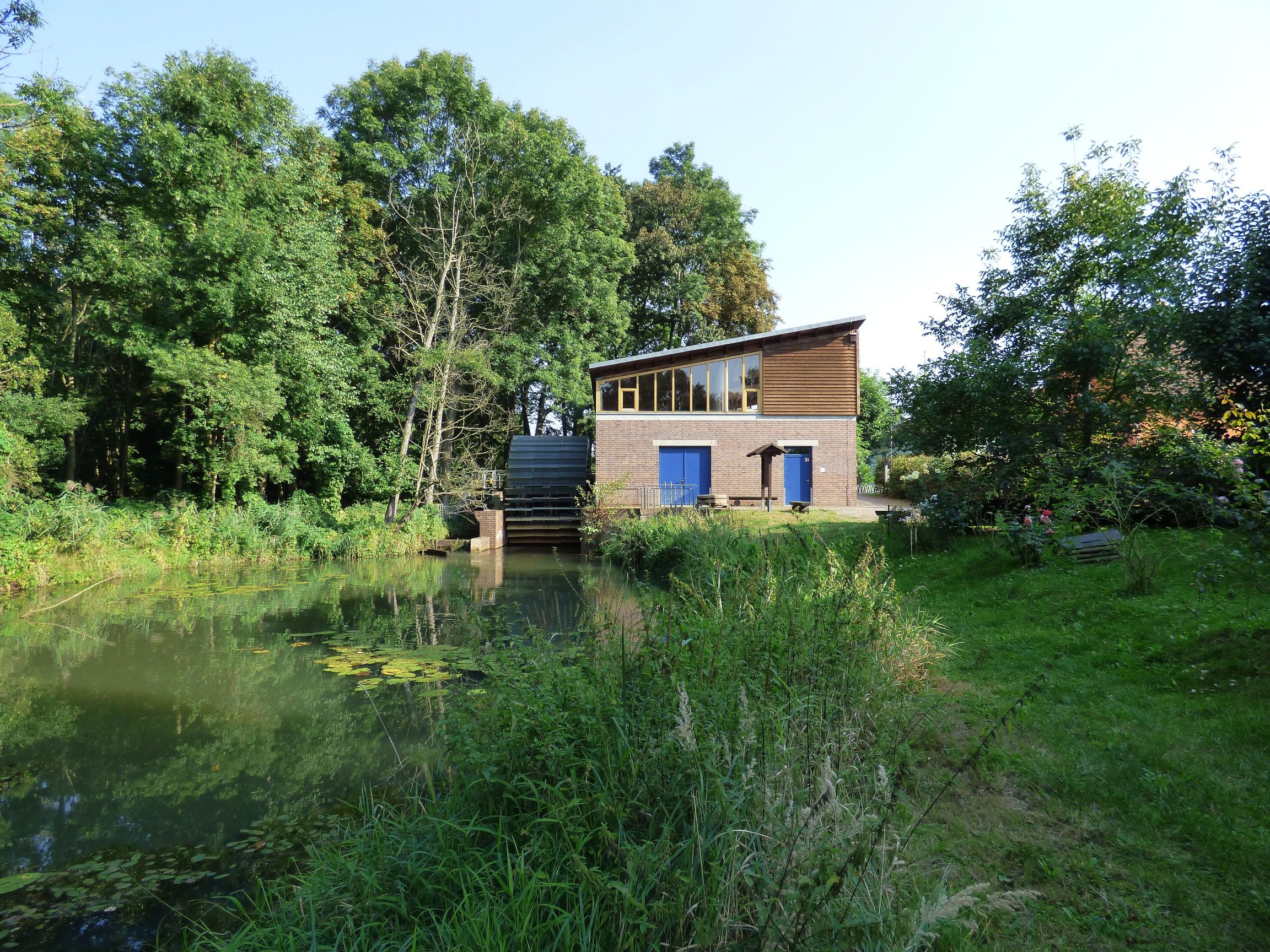
Das gegenwärtig außer Betrieb genommene Wasserkraftwerk

Grabo und Neumühl auf einer geschichtlichen Karte des Kreises Liebenwerda (1910).

Die Wassermühle in Neumühl soll im Jahre 1561 vier Mahlgänge besessen haben. Sie wechselte noch mehrmals den Besitzer. Und auch, wenn sie im Laufe der Zeit immer wieder baulich verändert und durch Brände zerstört wurde, tauchte sie im Laufe der Jahrhunderte beständig in Karten und Urkunden auf. 1802 bestand die am Neugraben gelegene neue Mühle aus einer dreigängigen Mahlmühle, einer Stampf- sowie einer Brettschneidemühle. In Betrieb war sie bis in die 1960er Jahre. Zuletzt besaß sie ein Zuppinger-Rad mit 5,4 Metern Durchmesser und 3,5 Metern Breite.
Baulich weitgehend verfallen, rückte die Mühle Ende der 1990er Jahre für einen Umbau in Form eines Kleinwasserkraftwerks für die Weltausstellung Expo 2000 in den Fokus. Und nachdem es vorher ohnehin schon Überlegungen gab, die baulichen Überreste der alten Wassermühle abzureißen, erwiesen sie sich letztlich im Laufe der Projekt-Planung für einen entsprechenden Umbau auch als weitgehend ungeeignet. Die Mühle wurde schließlich bis zum Jahre 2000 zurückgebaut und durch einen Neubau ersetzt. In seinem Inneren fand ein 2,5 Tonnen schwerer Hochpolgenerator Platz, der umweltfreundlich mittels Wasserkraft Strom erzeugt, welcher ins öffentliche Netz eingespeist wird. Die Anlage verfügt über ein Zuppinger-Rad in Ganzstahlausführung sowie über ein einstufiges Zahnrad-Getriebe. Ihr Leistungs-Bereich reicht von 20 und 60 kVA. Der permanent erregte Synchrongenerator wurde von der Finsterwalder PILZ GmbH in Zusammenarbeit mit der Universität-Gesamthochschule Kassel entwickelt.
Gegenwärtig ist die als Hochpolgenerator Neumühl touristisch beworbene Anlage allerdings wegen technischer Probleme außer Betrieb.

### Wüstung Grabo
Nordwestlich von Neumühl soll sich linksseitig der Schwarzen Elster die Wüstung Grabo befinden, in der Literatur oft auch als Grabow bezeichnet. Die slawische Gründung wurde 1299 in einer Schlichtungsurkunde zwischen Otto von Ileburg und dem Kloster Dobrilugk erstmals erwähnt. Im Jahre 1302 tauchte sie in einer Tauschurkunde Otto von Ileburgs mit der Pfarrkirche Langennaundorf erneut auf. Otto von Ileburg erhielt hier das Dorf Grabo mit dem Schulzenamt, der Fischerei und allem Zubehör. Grabo muss einige Zeit später wüst gefallen sein, denn 1398 wird der Ort in der Urkunde, in welcher Hansen und sein Vetter Heinrich von Weltewitz unter anderem mit Neumühl belehnt werden, bereits als Wüstung bezeichnet. Teile der Graboer Feldmark gingen an Uebigau, Wahrenbrück, Beiersdorf, Zinsdorf und Neumühl.

## Touristische Anbindung und Einrichtungen

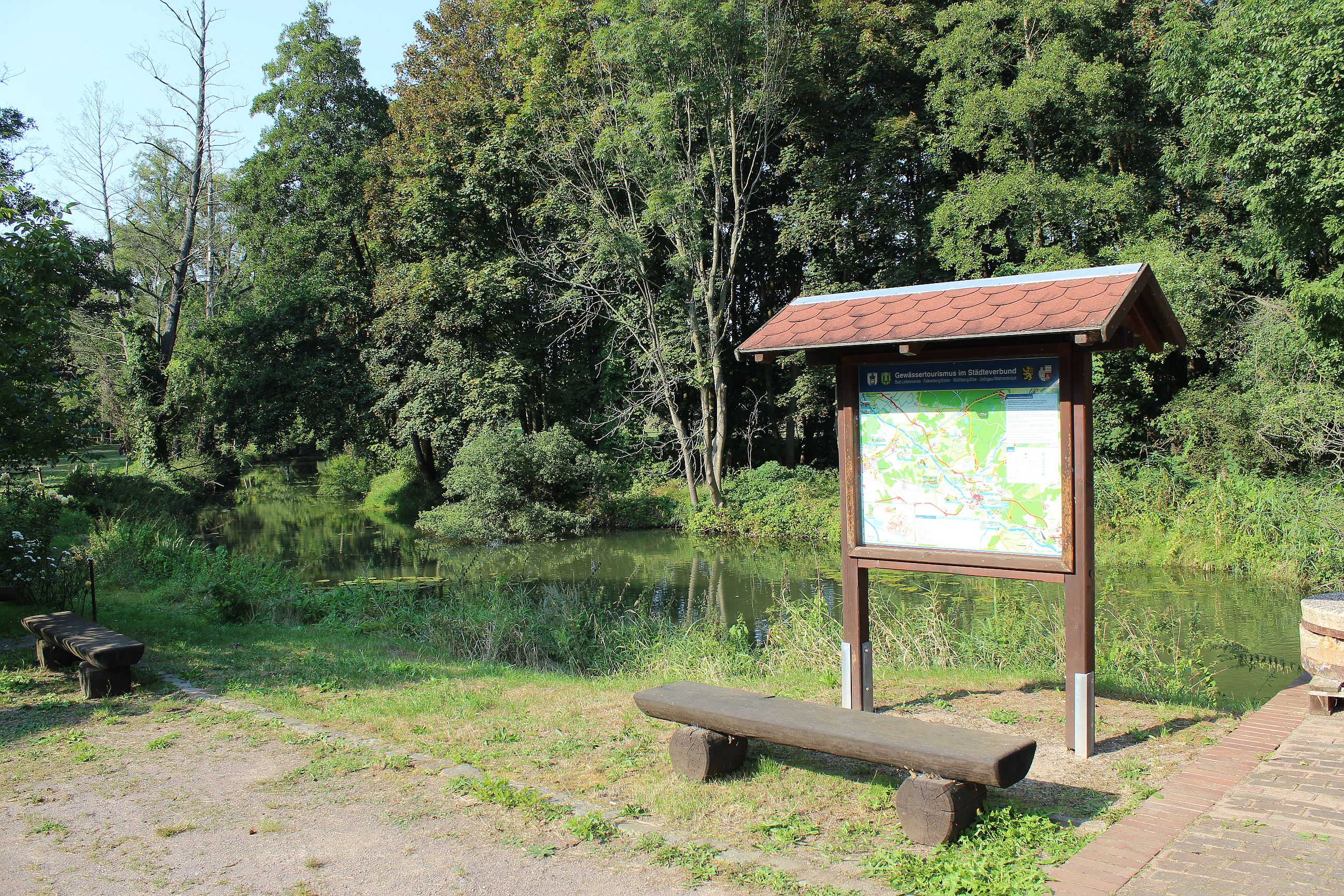
Informationstafel am Wasserkraftwerk

Durch Neumühl führt der Schwarze-Elster-Radweg, ein 190 Kilometer langer Radfernweg. Die durch Beutersitz führende Bundesstraße 101 ist nordöstlich von Neumühl nach etwa einem Kilometer zu erreichen.
Am Ortseingang aus Richtung Beutersitz befinden sich unmittelbar hinter der Schwarzen Elster des Weiteren einige Parkplätze mit einer Informationstafel. Weitere Informationstafeln befinden sich am Kleinwasserkraftwerk. Der hier benachbarte Gastronomiebetrieb Elsterstübchen bietet neben Speisen und Getränken, auch Kanu- und Schlauchboottouren auf der Schwarzen Elster und seinen Altarmen an. Auf dem Neumühler Gestüt gibt es außerdem Übernachtungsmöglichkeiten.